# Abeilhan
Abeilhan [a.βe.'ʎɑ̃]) (en occitan Abelhan [a.βe.'ʎan]) est une commune française située dans le département de l'Hérault, en région Occitanie.
Exposée à un climat méditerranéen, elle est drainée par la Thongue et par divers autres petits cours d'eau.
Abeilhan est une commune rurale qui compte 1 824 habitants en 2022, après avoir connu une forte hausse de la population depuis 1962. Elle fait partie de l'aire d'attraction de Béziers. Ses habitants sont appelés les Abeilhanais et Abeilhanaises.

## Géographie

### Localisation

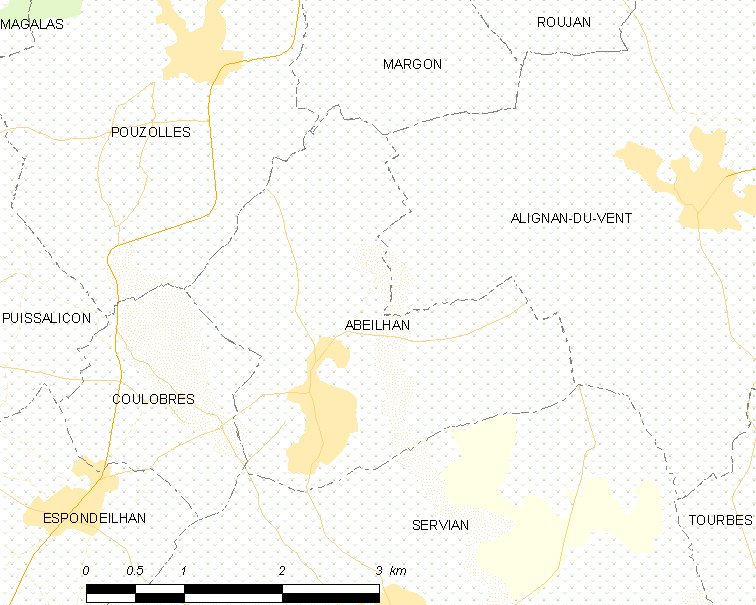
Carte

La commune d'Abeilhan est située à mi-chemin de Béziers et Pézenas, et à 25 km des plages comme Le Cap d'Agde, Vias-Plage, Sérignan-Plage et Valras-Plage.
| Pouzolles | Pouzolles | Margon          |
| Coulobres | Abeilhan  | Alignan-du-Vent |
| Coulobres | Servian   | Servian         |

### Climat
Pour des articles plus généraux, voir Climat de l'Occitanie et Climat de l'Hérault.
En 2010, le climat de la commune est de type climat méditerranéen franc, selon une étude s'appuyant sur une série de données couvrant la période 1971-2000. En 2020, Météo-France publie une typologie des climats de la France métropolitaine dans laquelle la commune est exposée à un climat méditerranéen et est dans la région climatique Provence, Languedoc-Roussillon, caractérisée par une pluviométrie faible en été, un très bon ensoleillement (2 600 h/an), un été chaud (21,5 °C), un air très sec en été, sec en toutes saisons, des vents forts (fréquence de 40 à 50 % de vents > 5 m/s) et peu de brouillards.
Pour la période 1971-2000, la température annuelle moyenne est de 14,4 °C, avec une amplitude thermique annuelle de 16 °C. Le cumul annuel moyen de précipitations est de 587 mm, avec 5,4 jours de précipitations en janvier et 2,5 jours en juillet. Pour la période 1991-2020, la température moyenne annuelle observée sur la station météorologique la plus proche, située sur la commune de Roujan à 6 km à vol d'oiseau, est de 14,7 °C et le cumul annuel moyen de précipitations est de 577,8 mm,. Pour l'avenir, les paramètres climatiques de la commune estimés pour 2050 selon différents scénarios d'émission de gaz à effet de serre sont consultables sur un site dédié publié par Météo-France en novembre 2022.

### Milieux naturels et biodiversité
Aucun espace naturel présentant un intérêt patrimonial n'est recensé sur la commune dans l'inventaire national du patrimoine naturel,,.

## Urbanisme

### Typologie
Au 1er janvier 2024, Abeilhan est catégorisée bourg rural, selon la nouvelle grille communale de densité à sept niveaux définie par l'Insee en 2022.
Elle est située hors unité urbaine. Par ailleurs la commune fait partie de l'aire d'attraction de Béziers, dont elle est une commune de la couronne,. Cette aire, qui regroupe 53 communes, est catégorisée dans les aires de 50 000 à moins de 200 000 habitants,.

### Occupation des sols
L'occupation des sols de la commune, telle qu'elle ressort de la base de données européenne d’occupation biophysique des sols Corine Land Cover (CLC), est marquée par l'importance des territoires agricoles (89,3 % en 2018), en diminution par rapport à 1990 (92,5 %). La répartition détaillée en 2018 est la suivante : 
cultures permanentes (89,3 %), zones urbanisées (10,7 %). L'évolution de l’occupation des sols de la commune et de ses infrastructures peut être observée sur les différentes représentations cartographiques du territoire : la carte de Cassini (XVIIIe siècle), la carte d'état-major (1820-1866) et les cartes ou photos aériennes de l'IGN pour la période actuelle (1950 à aujourd'hui).

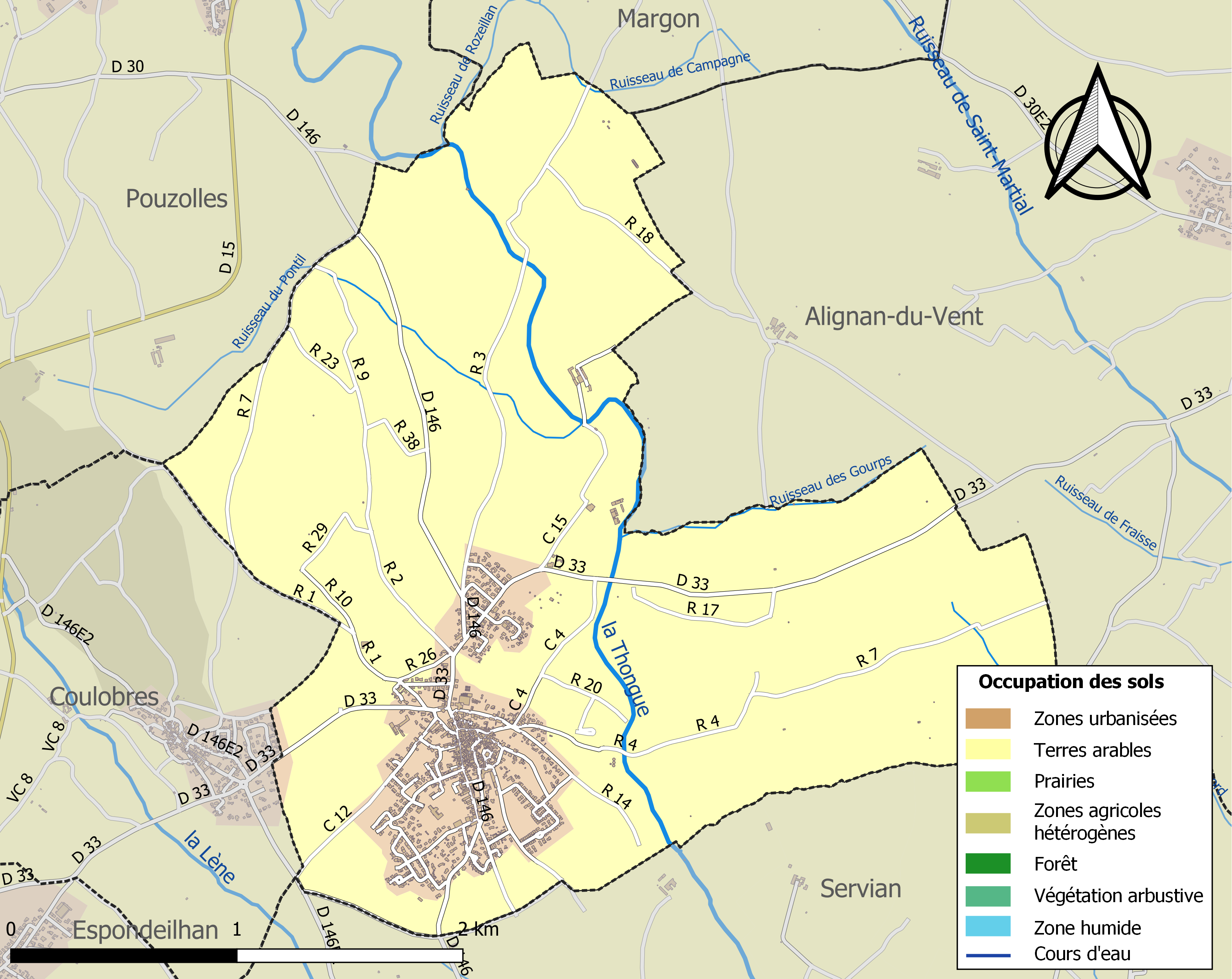
Carte des infrastructures et de l'occupation des sols de la commune en 2018 (CLC).

### Voies de communication et transports
La commune est desservie par la ligne 647 (Espondeilhan - Gabian) du réseau liO.

### Risques majeurs
Le territoire de la commune d'Abeilhan est vulnérable à différents aléas naturels : météorologiques (tempête, orage, neige, grand froid, canicule ou sécheresse), inondations et séisme (sismicité faible). Un site publié par le BRGM permet d'évaluer simplement et rapidement les risques d'un bien localisé soit par son adresse soit par le numéro de sa parcelle.
Certaines parties du territoire communal sont susceptibles d’être affectées par le risque d’inondation par débordement de cours d'eau, notamment la Thongue. La commune a été reconnue en état de catastrophe naturelle au titre des dommages causés par les inondations et coulées de boue survenues en 1982, 1986, 1996, 2005, 2014 et 2019,.
Abeilhan est exposée au risque de feu de forêt du fait de la présence sur son territoire. Un plan départemental de protection des forêts contre les incendies (PDPFCI) a été approuvé en juin 2013 et court jusqu'en 2022, où il doit être renouvelé. Les mesures individuelles de prévention contre les incendies sont précisées par deux arrêtés préfectoraux et s’appliquent dans les zones exposées aux incendies de forêt et à moins de 200 mètres de celles-ci (soit sur plus de 56 % de la superficie du département). L’arrêté du 25 avril 2002 réglemente l'emploi du feu en interdisant notamment d’apporter du feu, de fumer et de jeter des mégots de cigarette dans les espaces sensibles et sur les voies qui les traversent sous peine de sanctions. L'arrêté du 11 mars 2013 rend le débroussaillement obligatoire, incombant au propriétaire ou ayant droit,.

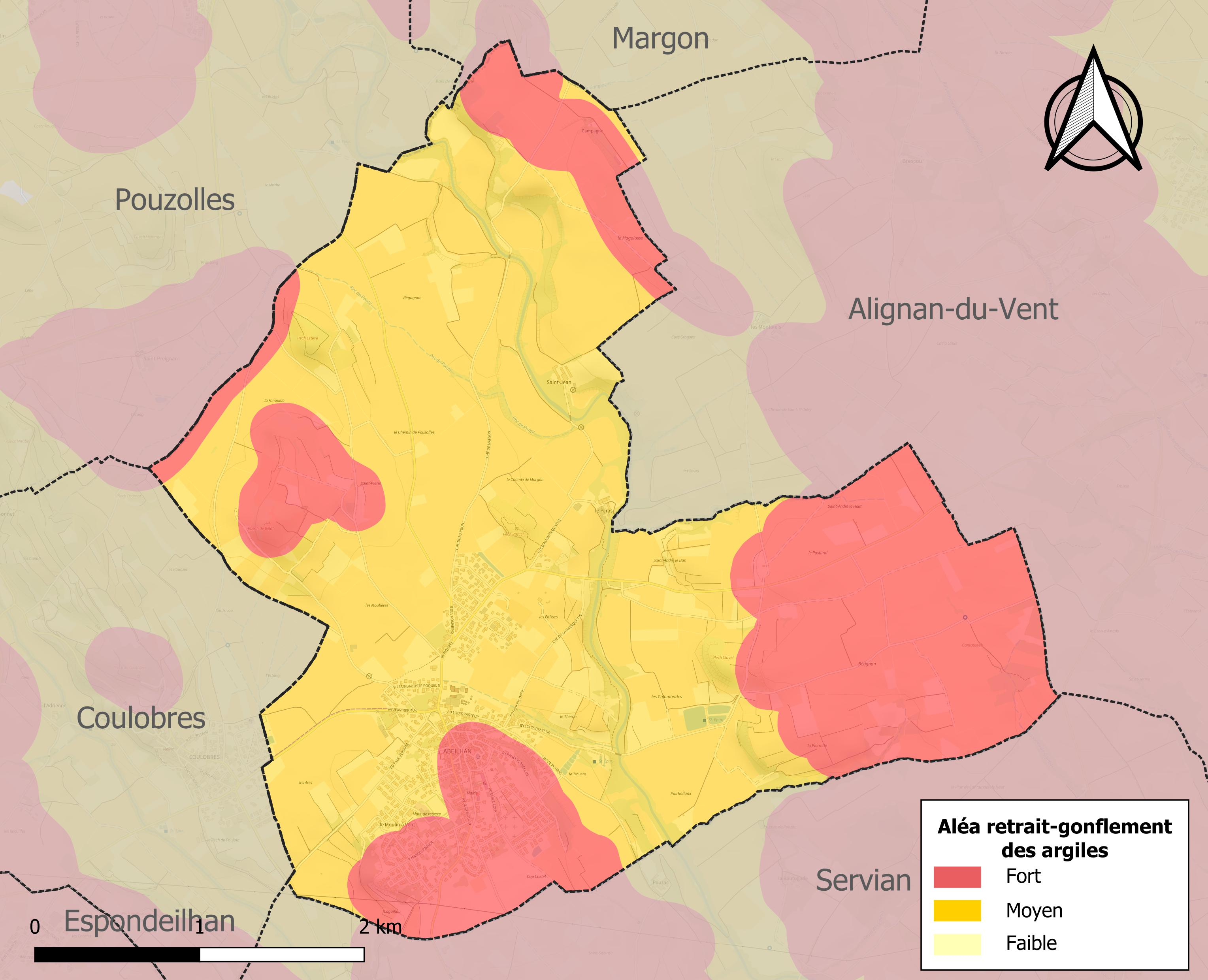
Carte des zones d'aléa retrait-gonflement des sols argileux d'Abeilhan.

Le retrait-gonflement des sols argileux est susceptible d'engendrer des dommages importants aux bâtiments en cas d’alternance de périodes de sécheresse et de pluie. La totalité de la commune est en aléa moyen ou fort (59,3 % au niveau départemental et 48,5 % au niveau national). Sur les 807 bâtiments dénombrés sur la commune en 2019, 807 sont en aléa moyen ou fort, soit 100 %, à comparer aux 85 % au niveau départemental et 54 % au niveau national. Une cartographie de l'exposition du territoire national au retrait gonflement des sols argileux est disponible sur le site du BRGM,.
Par ailleurs, afin de mieux appréhender le risque d’affaissement de terrain, l'inventaire national des cavités souterraines permet de localiser celles situées sur la commune.

## Toponymie
Le nom de la localité est attesté sous les formes : in Abeliano, ecclesia S. Petri (après 1010), Castello de Abelino vers 1059, ecclesiam S. Petri de Abeliano (1106), domini de Abeliano (1108), de Abeliano (1146), Castri de Abeliano (1204), Castrum de Abeliano (1312), Abeilhan (1585).
Domaine gallo-romain : gentilice latin Apilius + suffixe -anum.
Abelhan en occitan.

## Histoire

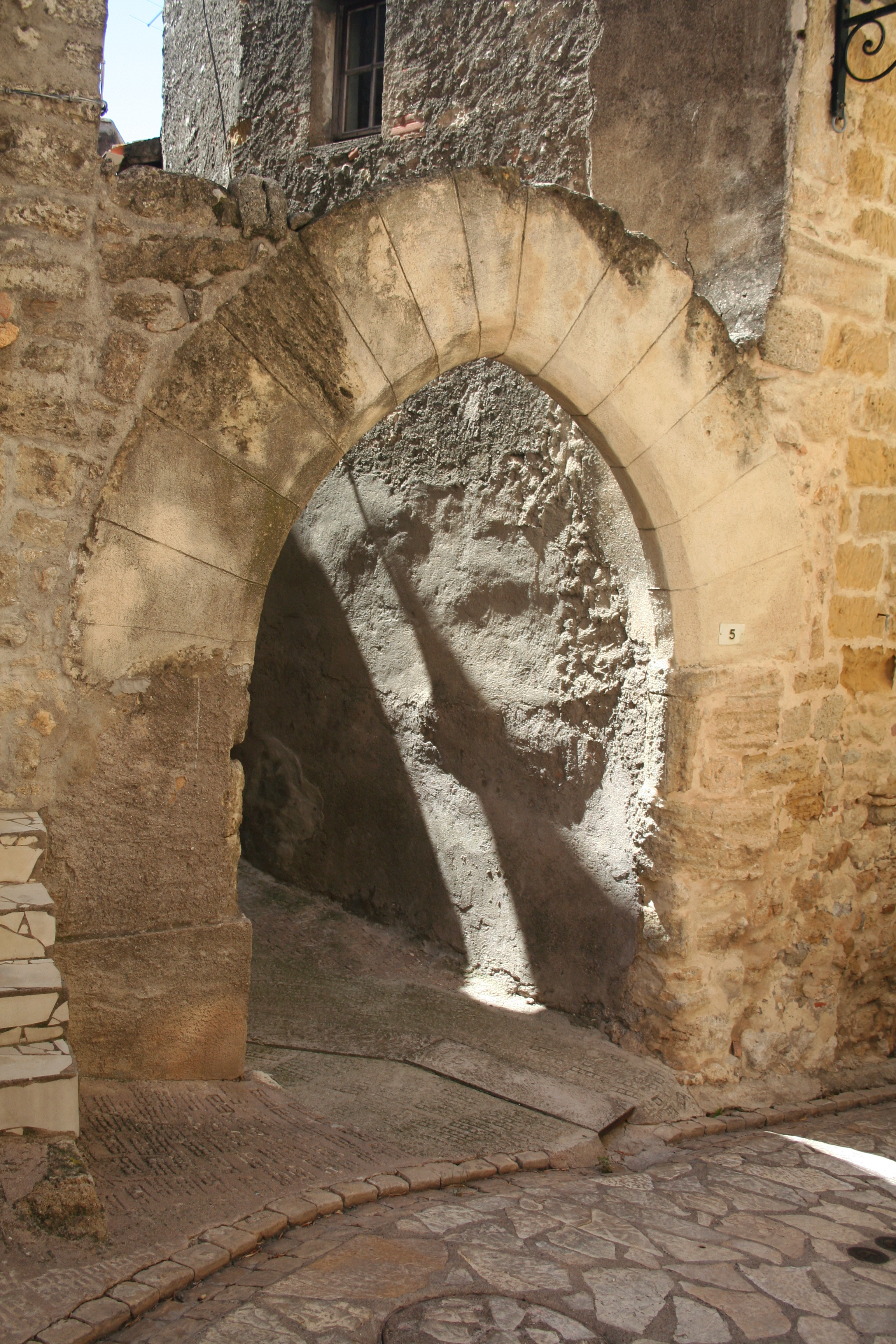
Entrée de la rue Blaise-Pascal.

Abeilhan, village médiéval, situé entre Béziers et Pézenas, est typique des villages méditerranéens avec son vieux centre en circulades où ne subsistent que quelques vestiges de cette époque où il était nécessaire de s'entourer de murailles pour se préserver des brigands ou autres bandits de grand chemins : c’est ainsi qu'on peut encore voir à deux endroits précis un départ de voûte donnant sa forme à une porte d'entrée du village dans les remparts (un à l’angle de la rue Maréchal-Joffre, pour accéder derrière l'église, l'autre à l'entrée de la rue Blaise-Pascal menant à la porte de l'église).
Ce blason provient de l'armorial général d'Hozier.

### Animal totémique

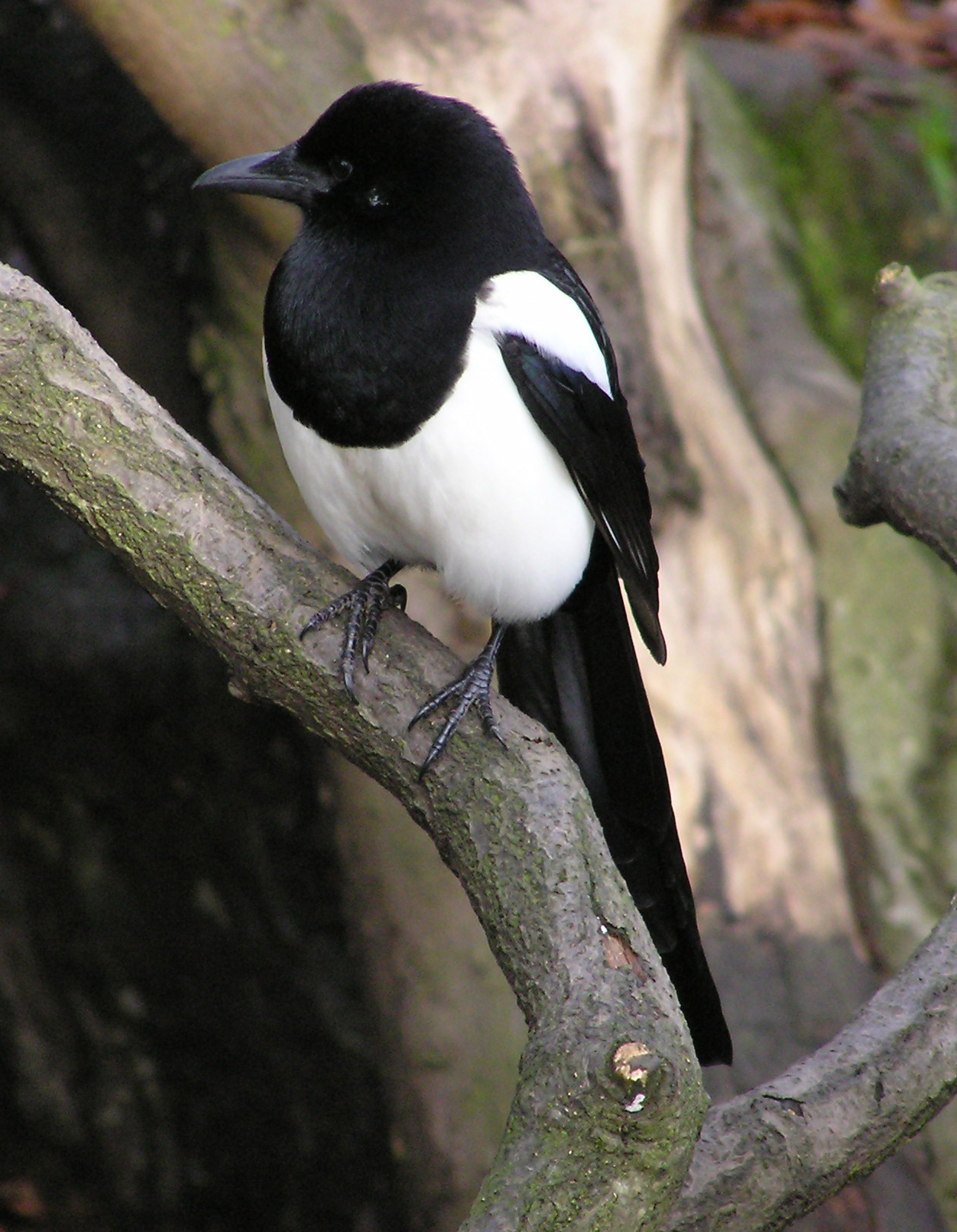
La pie, animal totémique d'Abeilhan.

Comme beaucoup de villages de l'Hérault, Abeilhan possède son propre animal totémique : la pie. Cette tradition remonte à l'époque de la croisade des Albigeois : une jeune fille du village avait réussi à faire dire quelques mots à une pie apprivoisée. La pie répondait à la question « Qui est l'envoyé du pape ? » : « Es Amauri, grr. Es Amauri, grr… ». Ayant appris l'affaire, le légat envoya un de ses hommes pour prendre en flagrant délit la jeune fille, mais il ne trouva que la pie, qui se mit à dire : « Es Amauri, es Amauri, Es tant tòrt que tòtil » (« C'est Amaury, c'est Amaury, il est aussi retors qu'imbécile »).

## Politique et administration

### Liste des maires

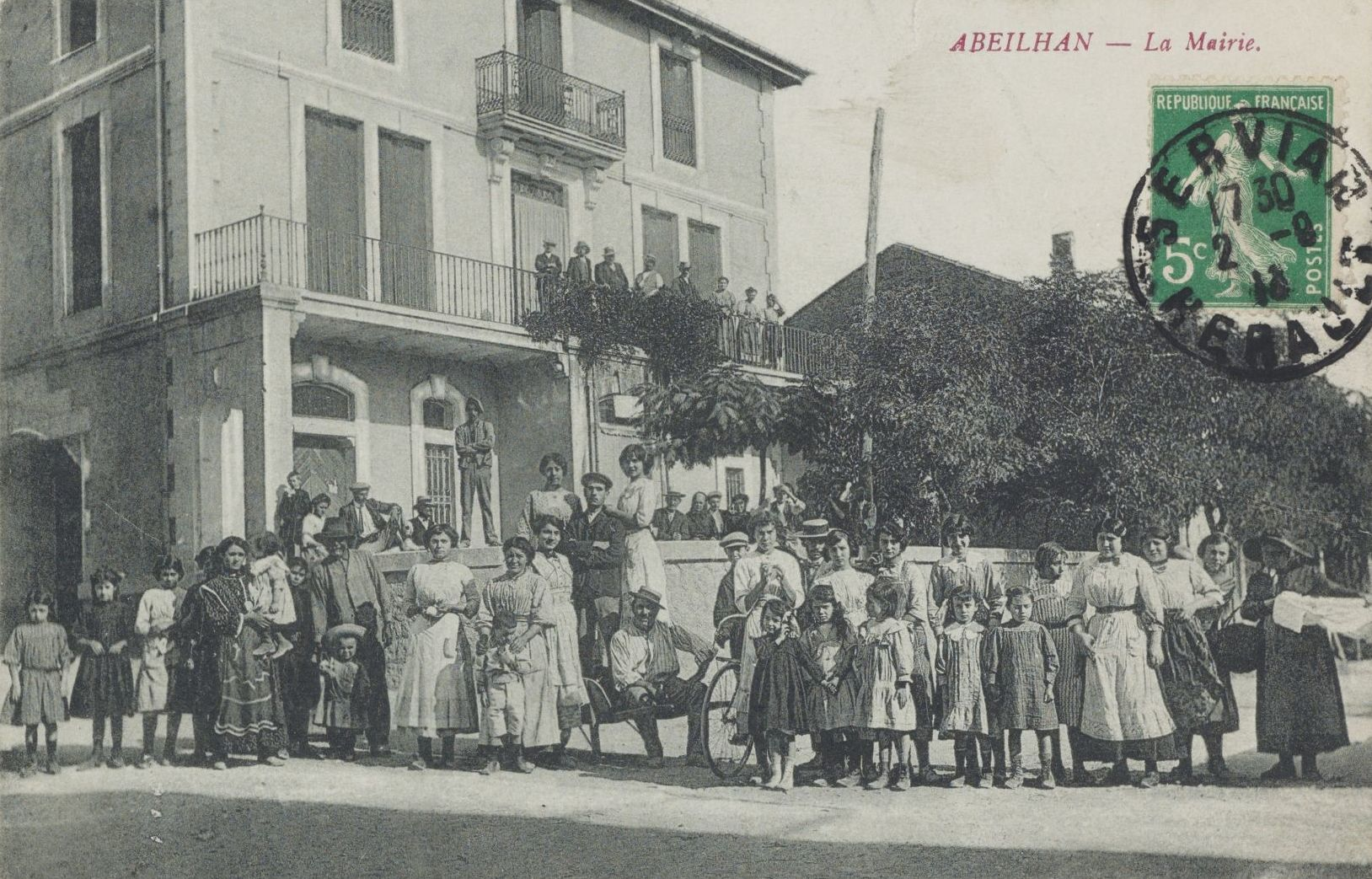
Abeilhan la mairie, 1918, Archives départementales de l’Hérault, 2FICP 1128.

| Période | Période                   | Identité             | Étiquette | Qualité    |
| ------- | ------------------------- | -------------------- | --------- | ---------- |
| 1947    | 1953                      | Elisée Bournhonnet   |           |            |
| 1953    | 1959                      | Maurice Yvernes      |           |            |
| 1959    | 1977                      | René Mata            |           |            |
| 1977    | 2001                      | Henri Béziat         | PS        |            |
| 2001    | 2008                      | Raymond Bouisseren   | PS        |            |
| 2008    | 2014                      | Yvan Ségalas         | PS        |            |
| 2014    | En cours (au 27 mai 2020) | Pierre-Jean Rougeot, | DVD       | Commerçant |

## Population et société

### Démographie
L'évolution du nombre d'habitants est connue à travers les recensements de la population effectués dans la commune depuis 1793. Pour les communes de moins de 10 000 habitants, une enquête de recensement portant sur toute la population est réalisée tous les cinq ans, les populations de référence des années intermédiaires étant quant à elles estimées par interpolation ou extrapolation. Pour la commune, le premier recensement exhaustif entrant dans le cadre du nouveau dispositif a été réalisé en 2004.

En 2022, la commune comptait 1 824 habitants, en évolution de +9,88 % par rapport à 2016 (Hérault : +7,49 %, France hors Mayotte : +2,11 %).
| 1793 | 1800 | 1806 | 1821 | 1831 | 1836 | 1841 | 1846 | 1851 |
| ---- | ---- | ---- | ---- | ---- | ---- | ---- | ---- | ---- |
| 573  | 647  | 715  | 771  | 805  | 814  | 854  | 807  | 811  |

| 1856 | 1861 | 1866 | 1872 | 1876 | 1881 | 1886 | 1891 | 1896 |
| ---- | ---- | ---- | ---- | ---- | ---- | ---- | ---- | ---- |
| 795  | 845  | 835  | 824  | 859  | 675  | 630  | 747  | 813  |

| 1901 | 1906 | 1911 | 1921  | 1926 | 1931  | 1936 | 1946 | 1954 |
| ---- | ---- | ---- | ----- | ---- | ----- | ---- | ---- | ---- |
| 937  | 871  | 887  | 1 022 | 959  | 1 002 | 945  | 714  | 718  |

| 1962 | 1968 | 1975 | 1982 | 1990 | 1999 | 2004  | 2006  | 2009  |
| ---- | ---- | ---- | ---- | ---- | ---- | ----- | ----- | ----- |
| 727  | 762  | 771  | 810  | 917  | 979  | 1 160 | 1 217 | 1 327 |

| 2014  | 2019  | 2022  | - | - | - | - | - | - |
| ----- | ----- | ----- | - | - | - | - | - | - |
| 1 640 | 1 795 | 1 824 | - | - | - | - | - | - |

### Enseignement
Le village est doté d'une école publique (école Léon-Lagarde) où sont inscrits plus de 170 enfants[réf. nécessaire].
Le bâtiment de l'école est articulé autour d’une grande cour et on compte sept classes, la dernière ayant ouvert en septembre 2013. L'école est installée dans ce bâtiment depuis octobre 1949, date à laquelle elle reçoit le nom de Léon-Lagarde, un lieutenant né au village et mort au champ d'honneur la veille de l'armistice de 1940. À cette époque, l'école compte quatre classes (dont la maternelle) ainsi que trois logements dédiés aux enseignants. Avant cela, l'école était installée dans l'actuelle salle des fêtes, rue Maurice-Ravel.
Après leur classe de CM2, les élèves sont rattachés par défaut au collège Alfred-Crouzet de Servian.

## Économie

### Revenus
En 2018  (données Insee publiées en septembre 2021), la commune compte 732 ménages fiscaux, regroupant 1 794 personnes. La médiane du revenu disponible par unité de consommation est de 19 800 € (20 330 € dans le département).

### Emploi
|                | 2008   | 2013   | 2018   |
| -------------- | ------ | ------ | ------ |
| Commune        | 9,4 %  | 11,8 % | 12,8 % |
| Département    | 10,1 % | 11,9 % | 12 %   |
| France entière | 8,3 %  | 10 %   | 10 %   |

En 2018, la population âgée de 15 à 64 ans s'élève à 1 058 personnes, parmi lesquelles on compte 77,6 % d'actifs (64,8 % ayant un emploi et 12,8 % de chômeurs) et 22,4 % d'inactifs,. En  2018, le taux de chômage communal (au sens du recensement) des 15-64 ans est supérieur à celui de la France et du département, alors qu'il était inférieur à celui du département en 2008.
La commune fait partie de la couronne de l'aire d'attraction de Béziers, du fait qu'au moins 15 % des actifs travaillent dans le pôle,. Elle compte 241 emplois en 2018, contre 235 en 2013 et 181 en 2008. Le nombre d'actifs ayant un emploi résidant dans la commune est de 696, soit un indicateur de concentration d'emploi de 34,6 % et un taux d'activité parmi les 15 ans ou plus de 58,4 %.
Sur ces 696 actifs de 15 ans ou plus ayant un emploi, 150 travaillent dans la commune, soit 22 % des habitants. Pour se rendre au travail, 90,2 % des habitants utilisent un véhicule personnel ou de fonction à quatre roues, 1,7 % les transports en commun, 3,8 % s'y rendent en deux-roues, à vélo ou à pied et 4,3 % n'ont pas besoin de transport (travail au domicile).

### Activités hors agriculture

#### Secteurs d'activités
137 établissements sont implantés  à Abeilhan au 31 décembre 2019. Le tableau ci-dessous en détaille le nombre par secteur d'activité et compare les ratios avec ceux du département,.
| Secteur d'activité                                                                                        | Commune | Commune | Département |
| Secteur d'activité                                                                                        | Nombre  | %       | %           |
| --- | ------- | ------- | ----------- |
| Ensemble                                                                                                  | 137     | 100 %   | (100 %)     |
| Industrie manufacturière, industries extractives et autres                                                | 8       | 5,8 %   | (6,7 %)     |
| Construction                                                                                              | 41      | 29,9 %  | (14,1 %)    |
| Commerce de gros et de détail, transports, hébergement et restauration                                    | 31      | 22,6 %  | (28 %)      |
| Information et communication                                                                              | 2       | 1,5 %   | (3,3 %)     |
| Activités financières et d'assurance                                                                      | 2       | 1,5 %   | (3,2 %)     |
| Activités immobilières                                                                                    | 7       | 5,1 %   | (5,3 %)     |
| Activités spécialisées, scientifiques et techniques et activités de services administratifs et de soutien | 17      | 12,4 %  | (17,1 %)    |
| Administration publique, enseignement, santé humaine et action sociale                                    | 9       | 6,6 %   | (14,2 %)    |
| Autres activités de services                                                                              | 20      | 14,6 %  | (8,1 %)     |

Le secteur de la construction est prépondérant sur la commune puisqu'il représente 29,9 % du nombre total d'établissements de la commune (41 sur les 137 entreprises implantées  à Abeilhan), contre 14,1 % au niveau départemental.

#### Entreprises et commerces
Les cinq entreprises ayant leur siège social sur le territoire communal qui génèrent le plus de chiffre d'affaires en 2020 sont : 
- Art Energie & Plomberie, travaux d'installation d'équipements thermiques et de climatisation (624 k€) ;
- Les Filles De Septembre, commerce de détail alimentaire sur éventaires et marchés (353 k€) ;
- Pierre Et Tendances, travaux de maçonnerie générale et gros œuvre de bâtiment (97 k€) ;
- Exto, activités spécialisées, scientifiques et techniques diverses (89 k€) ;
- Tanis, commerce d'alimentation générale (87 k€).

### Agriculture
La commune est dans la « Plaine viticole », une petite région agricole occupant la bande côtière du département de l'Hérault. En 2020, l'orientation technico-économique de l'agriculture  sur la commune est la viticulture.
|               | 1988 | 2000 | 2010 | 2020 |
| ------------- | ---- | ---- | ---- | ---- |
| Exploitations | 80   | 58   | 42   | 30   |
| SAU (ha)      | 646  | 699  | 644  | 511  |

Le nombre d'exploitations agricoles en activité et ayant leur siège dans la commune est passé de 80 lors du recensement agricole de 1988  à 58 en 2000 puis à 42 en 2010 et enfin à 30 en 2020, soit une baisse de 62 % en 32 ans. Le même mouvement est observé à l'échelle du département, qui a perdu pendant cette période 67 % de ses exploitations,. La surface agricole utilisée sur la commune a également diminué, passant de 646 ha en 1988 à 511 ha en 2020. Parallèlement, la surface agricole utilisée moyenne par exploitation a augmenté, passant de 8 à 17 ha.

#### Viticulture
Nourri de ses racines rurales millénaires, Abeilhan a su préserver cet espace traditionnel de terre des hommes, élevés au goût du terroir viticole jusqu’à ce jour.
La cave coopérative, fondée en 1949 au tout début de la mutualisation des moyens de réception de la récolte, de stockage et de vinification, avec ses 135 viticulteurs adhérents, récoltant sur 1 000 hectares de vigne et une production de 65 000 hectolitres en moyenne, démontre son authenticité et sa capacité à gérer non seulement les résultats du travail des hommes mais aussi les revenus d’une profession ancestrale pour laquelle beaucoup d’abnégation, de luttes, de contraintes, mais aussi de liberté ont été les accompagnateurs particuliers.
Les caves particulières : domaine Saint-Georges d’Ibry, domaine de Saint-Jean, domaine du Péras, domaine des Filles de Septembre, domaine de Lotantique, domaine de Ombelles, démontrent depuis de nombreuses années leur aptitude à créer d’excellents vins, souvent primés lors de concours nationaux, contribuant ainsi par leur capacité de travail et d’ingéniosité à rebondir dans cette profession difficile. Ce qui est un gage de l’adaptation d’une profession traditionnelle et historique (ne dit-on pas que les Romains déjà appréciaient le vin du Biterrois) vers le monde moderne et les échanges commerciaux.

## Culture locale et patrimoine

### Lieux et monuments
- Église Notre-Dame-de-Pitié d'Abeilhan.

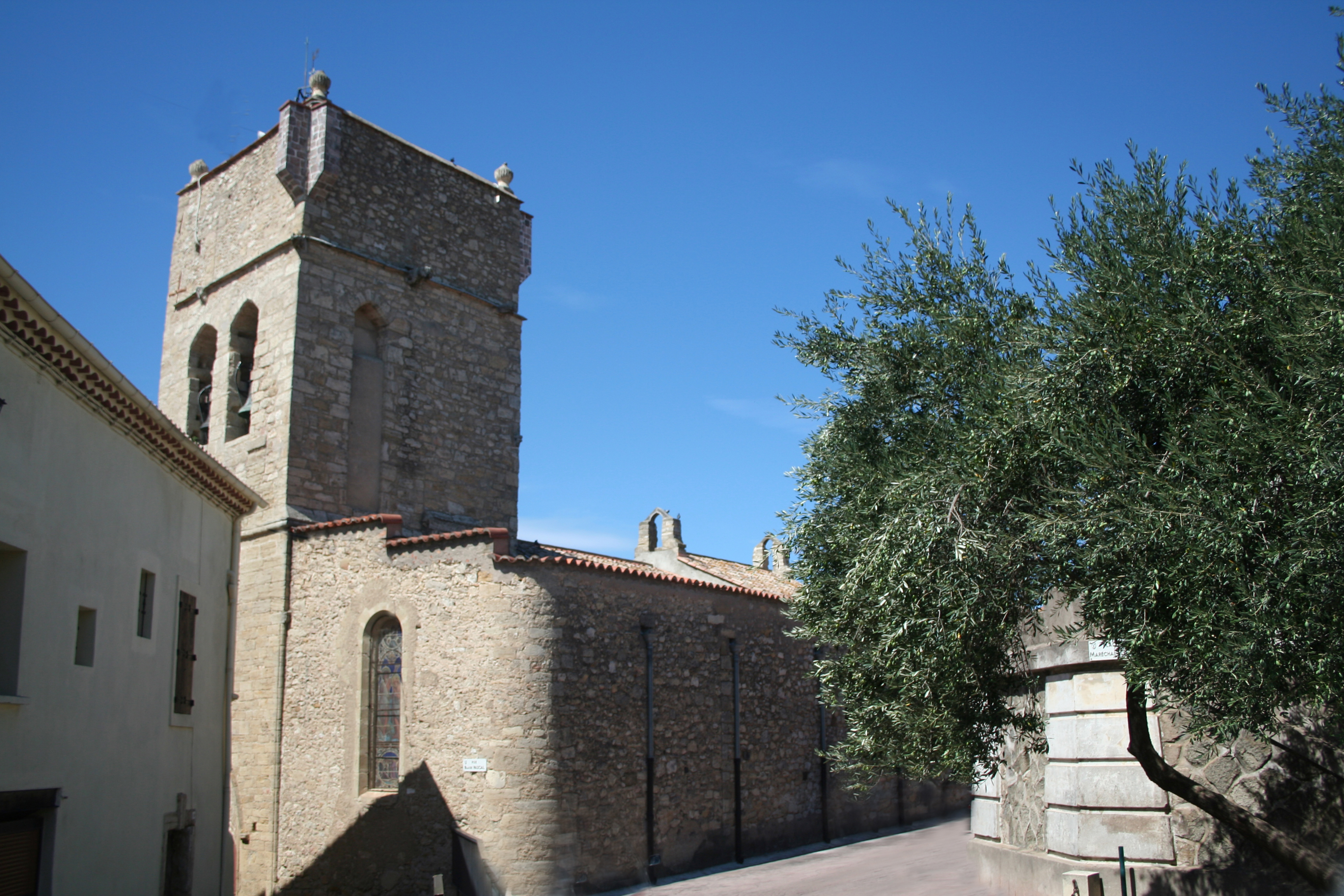
Église Notre-Dame-de-Pitié.

- Chapelle Saint-Pierre-et-Saint-Paul d'Abeilhan.

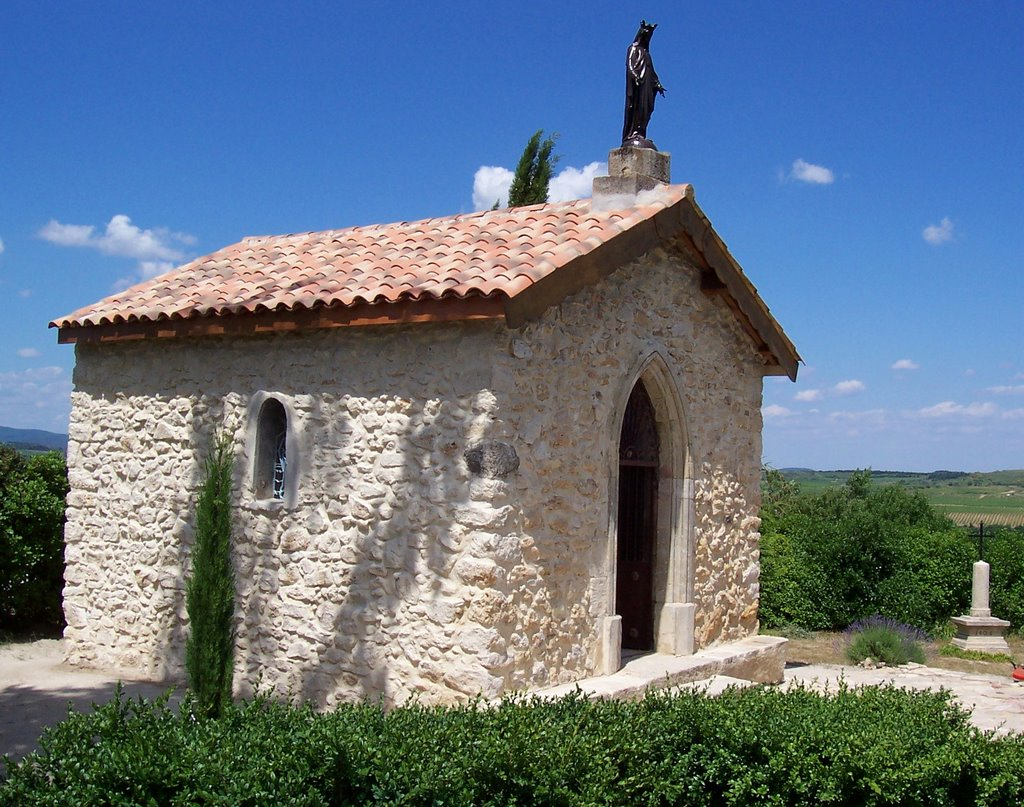
Chapelle Saint-Pierre sur le site de la première église paroissiale d'Abeilhan.

- L’échauguette (avenue Paul-Valéry)
- La table d'orientation (rue Louis-Aragon)
- Sentier de berges de la Thongue

### Héraldique
Les armoiries d'Abeilhan se blasonnent ainsi :
|  | D'or au pairle losangé d'argent et de sinople. |

### Personnalités liées à la commune
- Marie Firmin Gabriel Théophile Amourel (1848-1908), général de division.
- Georges Izard (1903-1973), homme politique, académicien.
- Gérard Belfiore, magicien.

### Fonds d'archives
- Fonds : Archives communales déposées d'Abeilhan (1619-1946) [1,60 ml].  Cote : 1 EDT. Montpellier : Archives départementales de l'Hérault (présentation en ligne).